# Mouriri grandiflora
Mouriri grandiflora (nomes comuns: camutim ou camuti) é uma árvore pertencente à família Memecylaceae.